# Dorylus burmeisteri
Dorylus burmeisteri é uma espécie de formiga do gênero Dorylus.